# Färgband

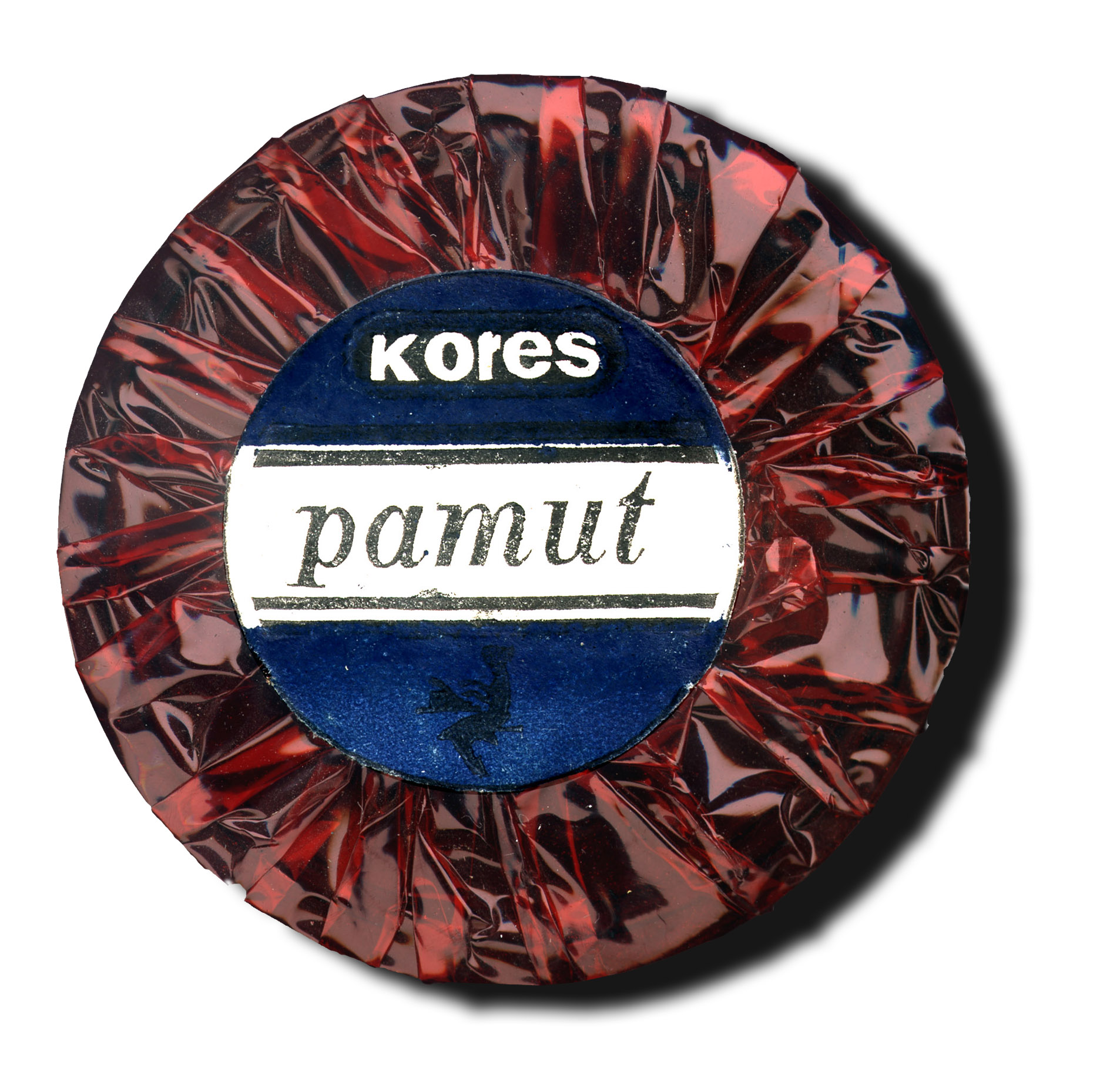
Färgband i originalförpackning 1967.

Färgband kallas ett infärgat tygband som används i skrivmaskiner och matrisskrivare för att få utskrifter att synas på papperet.

## Färgband till skrivmaskin
När typarmen slår an färgbandet lämnas ett avtryck av bokstaven på papperet. Färgband är upplindade på två rullar, och medan man skriver förflyttas bandet hela tiden åt det ena hållet för att varje tecken ska få lika mycket svärta. När bandet nått slutet växlas riktningen och börjar gå åt motsatt håll.
Färgband har ofta två färger, en ovandel som är svart och en underdel som är röd. För att skriva med den röda delen justeras en spak så att bandet lyfts tillräckligt högt vid anslaget. Vid ett tredje läge används färgbandet inte alls - det är till för de tillfällen då man skriver på stencil.
Ordet "färgband" är belagt i svenska språket sedan 1906.

## Färgband till matrisskrivare
En matrisskrivare trycker inte hela tecken, utan mönster som bildar tecknen. Den har ett skrivhuvud bestående av små stift. Ett tecken skrivs genom att en 
kombination av stift formar tecknet och pressas på färgbandet mot pappret.